# Cratere Hiroshige
Hiroshige è un cratere d'impatto presente sulla superficie di Mercurio, a 13,4° di latitudine sud e 26,7 ° di longitudine ovest. Il suo diametro è pari a 138 km. 
Il cratere è stato battezzato dall'Unione Astronomica Internazionale in onore dell'artista giapponese Hiroshige.